# Paraxenodermus borneensis
Paraxenodermus borneensis — вид неотруйних змій родини ксенодермових (Xenodermatidae).

## Поширення
Ендемік Калімантану. Поширений у Сабаху і Сараваку (Малайзія), а також у Західному та Центральному Калімантані (Індонезія). Голотип був зібраний з гори Кінабалу німецьким натуралістом Річардом Ганічем. Населяє лісові біотопи.

## Опис
Змія досягає максимальної довжини 75 см. Характерною ознакою виду є ділянки оголеної шкіри на спинній поверхні тіла. Голова чітко розділена; інша частина тіла вузька і сплющена з боків. Червонуватого, коричнево-червоного або сірого кольору. Уздовж тіла три ряди блакитних, темно-синіх або чорних плям. Лучковий щит середнього розміру, невидимий зверху, трикутний. Великі префронтальні диски, відокремлені від передніх і надочних дисків серією дрібних лусочок. Передня панель у верхньому-нижньому вимірі більша, ніж у поперечному. Очі великі, з поперечно-еліптичною зіницею, окаймлені очним диском, двома-трьома передніми дисками, п'ятим губним диском і 7-8 дрібними лусочками. Ніздрі великі.